# Asingana
Asingana é um gênero de traça pertencente à família Arctiidae.